# Çavuşçiftliği, Kütahya
Çavuşçiftliği là một xã thuộc thành phố Kütahya, tỉnh Kütahya, Thổ Nhĩ Kỳ. Dân số thời điểm năm 2008 là 121 người.